# Jamagisi Jaszujo
Jamagisi Jaszujo (山岸 靖代; Hepburn: Yamagishi Yasuyo) (Szaitama prefektúra, 1979. november 28. –) japán válogatott labdarúgó.

## Klub
A labdarúgást az Iga FC Kunoichi csapatában kezdte. 1998 és 2006 között az Iga FC Kunoichi csapatában játszott. 2007-ben az INAC Leonessa csapatához szerződött. 2008-ban vonult vissza.

## Nemzeti válogatott
1998-ban debütált a japán válogatottban. A japán válogatott tagjaként részt vett a 2003-as világbajnokságon és a 2004. évi nyári olimpiai játékokon. A japán válogatottban 60 mérkőzést játszott.

## Statisztika
| Japán válogatott | Japán válogatott | Japán válogatott |
| Időszak          | Mérk.            | gól              |
| ---------------- | ---------------- | ---------------- |
| 1998             | 4                | 1                |
| 1999             | 5                | 3                |
| 2000             | 5                | 1                |
| 2001             | 11               | 0                |
| 2002             | 11               | 0                |
| 2003             | 12               | 1                |
| 2004             | 10               | 0                |
| 2005             | 2                | 0                |
| Összesen         | 60               | 6                |

## Sikerei, díjai
Japán válogatott
- Ázsia-kupa:  Ezüst; 2001

Klub
- Japán bajnokság: 1999

Egyéni
- Az év Japán csapatában: 1999, 2001, 2002, 2003, 2004